# Montebruno
Montebruno là một đô thị ở tỉnh Genova thuộc vùng Liguria, nằm ở vị trí cách khoảng 30 km về phía đông bắc của Genova. Tại thời điểm ngày 31 tháng 12 năm 2004, đô thị này có dân số 262 người và diện tích là 17,5 km².
Đô thị Montebruno có các frazioni (đơn vị cấp dưới, chủ yếu là thôn làng) Pianazzo, Connio di Mezzo, One, Croso, Lunga, Sottoripa, Seppioni, Tartogni, Ca’ de Pipetta, Ravinello, Cassinetta, Ca’ Rossa, Pian della ca', Cason da Basso, Caprili, Zeppado, Segli, Viazzale, Pian de Giane’, Scabbie, Libbie, Rocca, và Pian della Felina.
Montebruno giáp các đô thị sau: Fascia, Fontanigorda, Lorsica, Mocònesi, Rezzoaglio, Rondanina, Torriglia.